# أغير
أَغِير قرية بجزيرة جربة بالجنوب التونسي. تقع في معتمدية جربة ميدون، إحدى معتمديات جزيرة جربة الثلاثة.

## مواضيع ذات علاقة
- جربة.
- معتمدية جربة ميدون.
- حومة السوق.
- ميدون.